# 中密度纖維板

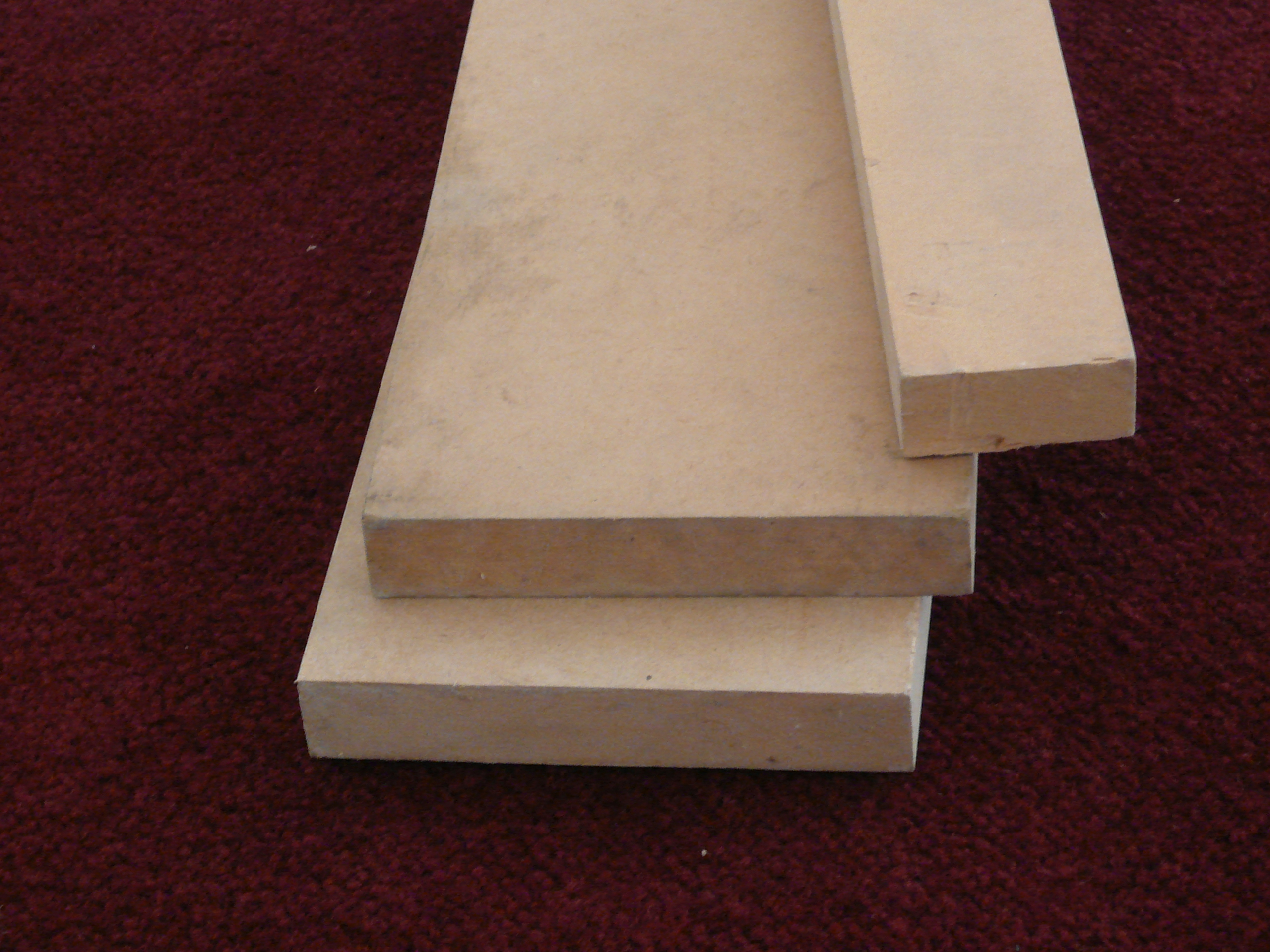
中密度纖維板

中密度纖維板（英語：Medium-density fibreboard），又稱為中纖板、纖維板、MDF，是一種工程木板，通常是用硬木或軟木的木碎纖維製造。方法是將木碎纖維打碎，再用蠟和樹脂粘合劑黏合，然後通過施加高溫和壓力將這些原材料壓製成面板。中密度纖維板通常比膠合板密度高，亦比刨花板更堅固、更緻密。中密度纖維板常用於訂制傢俱，原因是中纖板表面平滑，易於在表面上塗漆油或者做貼皮工序，而且承重力比普通大芯膠合板（夾板）高，價格也比較相宜，加上易於切割，方便施工。

## 物理特性
中密度纖維板通常是由82%的木纖維、9%的樹脂、8%的水，以及1%的石蠟組成。 密度通常大約在500至1,000kg/m3（每立方呎31至62磅）之間。 纖維板的分類，按照密度範圍可以分為輕密度板、標準密度板和高密度板，不過這種分類方法並不太恰當，會令外行人士感到困惑。當製造中密度纖維板板的時候，板的密度非常重要，因為纖維密度是重要的板材評估標準。 例如，同樣是700–720kg/m3（每立方呎44至45磅）密度的中密度纖維板板，如果是用厚軟木製造，可以被視為高密度板（因為厚度的原因）；不過，如果是同樣密度的硬木纖維板，從定義的角度看，就不能話是高密度板，只能夠當作中密度板。

## 與天然木材的比較
中密度纖維板不含節疤或年輪，使其在切割和使用過程中比天然木材更均勻。然而，中密度纖維板並非完全各向同性，因為纖維在板材中被緊密擠壓在一起。典型的中密度纖維板表面堅硬、平整、光滑，非常適合貼面，因為不像膠合板那樣，薄薄的貼面會透出底層紋理。市面上有一種所謂的「高級」中密度纖維板，其板材整個厚度的密度更均勻。
中密度纖維板可以用膠黏、榫接或層壓的方式固定。典型的緊固件包括T 型螺母和盤頭機械螺絲。光滑柄釘的固定效果不佳，細螺距螺絲的固定效果也不佳，尤其是在邊緣處。市面上有粗螺距的專用螺絲，但鈑金螺絲也很好用。如果將螺絲安裝在材料表面，中密度纖維板不易開裂；但由於木纖維的排列方式，如果將螺絲安裝在板材邊緣且沒有導孔，則可能會開裂。

### 優勢
- 比合板和刨花板密度更高
- 強度和尺寸一致
- 形狀很好
- 尺寸穩定（比天然木材的膨脹和收縮更小）
- 上漆效果好
- 很好地吸收了木膠
- 材料表面具有較高的螺絲拔出強度
- 靈活的

### 缺點
- 低等級的中密度纖維板在浸水後可能會膨脹和破裂
- 如果沒有密封，在潮濕的環境中可能會變形或膨脹
- 可能會釋放甲醛，這是一種已知的人類致癌物[7]，在切割和打磨時可能引起過敏、眼睛和肺部刺激[8]
- 刀片比許多木材更快地變鈍：使用碳化鎢刃切割工具幾乎是強制性的，因為高速鋼變鈍的速度太快。
- 雖然板材平面上沒有紋理，但板材內部確實有紋理。用螺絲釘敲入板材邊緣通常會導致其開裂，類似於分層。

## 應用

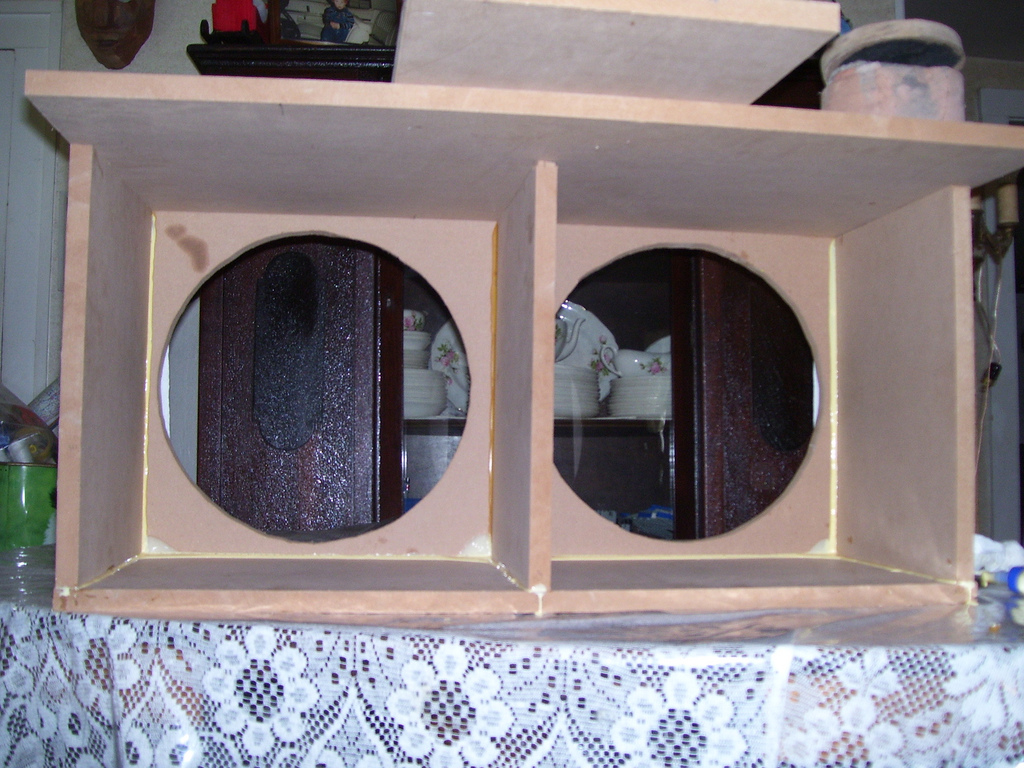
揚聲器外殼採用中密度纖維板製成

中密度纖維板因其柔韌性而常用於學校專案。 由中密度纖維板製成的板條牆板則用於商店裝修行業。由於防潮性較差，中密度纖維板主要用於室內應用。它有原板、表面精細打磨的板材以及裝飾性覆層可供選擇。
由於中密度纖維板表面堅固，因此也適用於製造櫥櫃等家具。
中密度纖維板的密度使其成為管風琴室牆壁的有用材料，可使聲音（尤其是低音）從室內反射到大廳。

### 內裝和裝飾線條
在英國，中密度纖維板廣泛用於塗漆室內裝飾，包括踢腳板（基底板）、門框和窗板，因為其表面光滑無節，易於加工成清晰的輪廓，且易於均勻上漆。據英國木工聯合會稱，中密度纖維板模具通常在工廠預塗底漆，這縮短了現場精加工時間並提高了表面質量。

## 安全問題

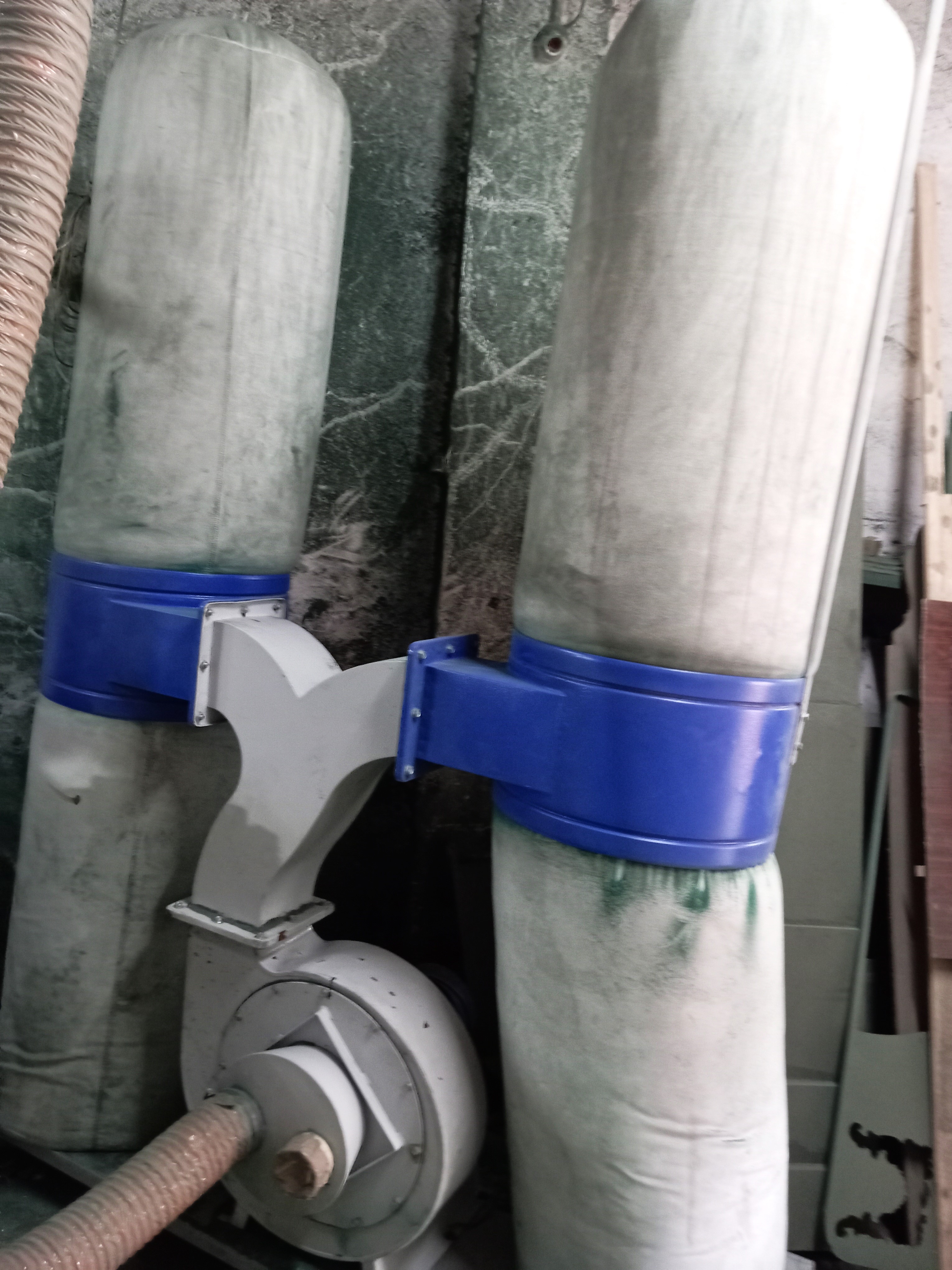
中密度纖維板集塵器

當切割中密度纖維板時，大量的灰塵顆粒被釋放到空氣中。
甲醛樹脂通常用於粘合中密度纖維板中的纖維，且檢測結果一致表明，中密度纖維板產品在生產後至少幾個月內會釋放出遊離甲醛和其他揮發性有機化合物，這些化合物的濃度達到不安全水平時會對健康構成風險。中密度纖維板的邊緣和表面始終會緩慢釋放脲醛樹脂。塗漆時，在成品的所有側面都進行塗層處理是封存遊離甲醛的良好做法。蠟和油性面漆也可用作面漆，但它們封存遊離甲醛的效果較差。
這些持續排放的甲醛在現實環境中是否會達到有害水平尚不完全確定。主要關注的是使用甲醛的行業。早在1987年，美國環保署就將其列為「可能的人類致癌物」。經過進一步研究，世界衛生組織國際癌症研究機構(IARC) 於1995年也將其列為「可能的人類致癌物」。基於進一步的資訊以及對所有已知數據的評估，IARC於2004年6月將甲醛重新歸類為「已知的人類致癌物」，認為其與鼻竇癌和鼻咽癌有關，並可能與白血病有關。
根據國際複合板排放標準，歐洲甲醛排放標準分為三個等級：E0、E1 和 E2，這三個等級是基於甲醛釋放量的測量。例如，E0 等級表示每 100 克用於刨花板和膠合板製造的膠水中甲醛含量低於 3 毫克。 E1 和 E2 等級分別表示每 100 克膠水中甲醛含量分別為 9 克和 30 克。世界各地針對此類產品製定了各種認證和標籤方案，這些方案可以明確標明甲醛釋放量，例如加州空氣資源委員會的認證。

## 貼皮中密度纖維板
貼皮中密度纖維板具有中密度纖維板的許多優點，且表面覆有裝飾性薄片表層。在現代建築中，由於硬木成本高昂，製造商一直採用這種方法在標準中密度纖維板上實現高品質的薄片表層。一種常見的類型是使用橡木貼皮。貼皮中密度纖維板的製作工序複雜，需要取約 1～2 毫米厚的硬木切片，然後透過高壓和拉伸方法，將其包裹在壓型中密度纖維板周圍。這只能在簡單的型材上進行，否則薄薄的木層乾燥後，會在彎曲和傾斜處斷裂。

## 外部連結
- ASTM D5651 - 95a(2008) Standard Test Method for Surface Bond Strength of Wood-Base Fiber and Particle Panel Materials